# Marta Walerjewna Martjanowa
Marta Walerjewna Martjanowa (russisch Марта Валерьевна Мартьянова; * 1. Dezember 1998 in Kasan) ist eine russische Florettfechterin und Olympiasiegerin.

## Erfolge
Marta Martjanowa gab 2015 beim Weltcup in Cancún ihr internationales Debüt. Ein Jahr zuvor hatte sie Russland bei den Olympischen Jugend-Sommerspielen in Nanjing vertreten und im Gemischten Mannschaftswettbewerb die Silbermedaille gewonnen. In der Einzelkonkurrenz hatte sie als Vierte noch knapp einen Medaillengewinn verpasst. Mit der russischen Mannschaft belegte Martjanowa bei den Europameisterschaften 2017 in Tiflis ebenso den zweiten Platz wie ein Jahr darauf in Novi Sad.
Bei den 2021 ausgetragenen Olympischen Spielen 2020 in Tokio ging Martjanowa für die unter dem Teamnamen „ROC“ startende russische Delegation im Mannschaftswettbewerb an den Start. In dieser Konkurrenz bildete sie mit Inna Deriglasowa, Larissa Korobeinikowa und Adelina Sagidullina ein Team. Mit 45:21 setzten sie sich in der ersten Runde klar gegen die ägyptische Équipe durch, ehe gegen die Vereinigten Staaten im Halbfinale mit 45:42 ein etwas knapperer Sieg folgte. Im Duell um die Goldmedaille trafen die Russinnen auf die französische Mannschaft. Dank eines 45:34-Erfolges wurden Martjanowa, Deriglasowa, Korobeinikowa und Sagidullina Olympiasiegerinnen.